# NGC 7722
NGC 7722 je galaxie v souhvězdí Pegase. Její zdánlivá jasnost je 12,4 m a úhlová velikost 1,7′ × 1,4′. Je vzdálená 187 milionů světelných let, průměr má 90 000 světelných let. Galaxii objevil 12. srpna 1864 Heinrich d'Arrest.